# Andreas Hermes
Andreas Hermes (16 de Julho de 1878 – 4 de Janeiro de 1964) foi um cientista agrícola e político alemão. Na República de Weimar foi membro de vários governos como ministro da Alimentação/Nutrição e ministro das Finanças pelo Zentrum Católico. Durante o governo do Partido Nazi foi membro da resistência, pela qual foi preso e condenado à morte. Após a Segunda Guerra Mundial, Hermes co-fundou a União Democrata Cristã.
Na República de Weimar, Hermes teve grande influência nas políticas alemãs. A partir do final da Segunda Guerra Mundial até ao final da década de 1950, foi um dos principais responsáveis por estabelecê-las.